# Klebyella
Klebyella is een geslacht van uitgestorven weekdieren uit de klasse van de Gastropoda (slakken). Exemplaren van dit geslacht zijn slechts als fossiel bekend.

## Nieuwe naam
- Klebyella minuta Bandel, Gründel & Maxwell, 2000 is ondergebracht in een nieuw geslacht met de soortnaam Mocella minuta (Bandel, Gründel & Maxwell, 2000)